# Cracovia, Pt. 3
Cracovia, Pt.3 è un singolo del rapper italiano Il Tre, pubblicato il 3 settembre del 2019.
Ha superato oltre 60 milioni di stream ed è stato  pubblicato come 12° traccia dell'album Ali.

## Classifiche
| Classifica (2019) | Posizione massima |
| ----------------- | ----------------- |
| Italia            | 76                |